# Гай Марій Молодший
Гай Марій Молодший (лат. Gaius Marius (Iunior); близько 109 — 82 до н. е.) — військовий і політичний діяч Стародавнього Риму, консул 82 року до н. е., син полководця Гая Марія.

## Життєпис
Син Гая Марія і його другої жінки Юлії Цезаріс.
Був одним із 12 чоловіків, що за наказом Луція Корнелія Сулли і Помпея Руфа були вигнані з Риму за спробу підняти повстання і відсторонити Суллу від командування армією, що була послана проти Мітрідата (Марій старший тоді був у царя Нумідії Гіємпсала).
Після смерті батька в 86 до н. е. почав будувати успішну кар'єру (завдяки популярності свого батька), ставши одним із лідерів маріанців (популярів). Його обрано консулом 82 до н. е. (у віці 27 років).
За римським істориком Аврелієм Віктором, Марій наслідував грубість батька, бив своїх конкурентів, кидав їхні тіла до Тибру.
Після початку громадянської війни 82-83 до н. е. виступив з військом проти Сулли, але зазнав поразки у першій же битві під Сігнеєю. Збереглися дані, ніби він був такий втомлений, що проспав всю битву і взяв участь тільки у відступі. Був оточений у Палестрині. Гай Марій намагався прорвати облогу, але не зміг. Втім, йому вдалося передати своїм людям в Римі наказ вбити його ворогів.
Після перемоги Сулли біля Коллінських воріт він наказав відрубати голови маріанським полководцям і проніс їх біля Палестрини, захисники побачили там голови майже всіх полководців Марія і здали місто. Гай Марій сховався у катакомбах і покінчив життя самогубством. Його голову відрубали і послали Суллі у Рим.